# 美国国防动员办公室
国防动员办公室（英語：Office of Defense Mobilization）是美国政府的一个独立机构，其职能是计划、协调、指导和控制联邦政府的所有战时动员活动，包括人力、经济稳定和运输业务。它成立于1950年，成立初期三年是美國聯邦政府中最有權勢的机构之一。它于1958年与其他机构合并为民防及防衛動員局。

## 背景
第二次世界大战前，美國總統富兰克林·罗斯福企圖進行動員工作遭到国会的抵制，這個歷史事件成為聯邦政府在戰爭檢討中得到的重要教訓之一，国家需要一个永久的、合理化的动员机构。而核戰爭的問事讓國家可動員的時機從數個月簡短為數週，因此設立動員專業籌畫與執行的單位刻不容緩。
1947年的“国家安全法”确立了这一新的动员体制。它授权建立国家安全委员会（NSC）和中央情报局，将战争部和海军合并为国防部（DOD），并建立了国家第一个动员机构，國家安全資源委員會（NSRB）。
然而直到1950年之前，NSRB並未實行它的職能，因為国防部夺回了军事采购的权力。然而在1950年6月25日朝鲜入侵韩国时，总统杜鲁门试图利用NSRB作为国家的动员机构。當年，因戰爭需求，美國國防預算翻倍達到500億美元。突如其來的需求導致民生物資短缺，包括食品、消费品和房屋價格都受到通货膨胀影響，而NSRB介入控制市場物資價位、工資、原物料分配等，到1950年10月，通货膨胀已经减弱，物資短缺也得到舒緩。但中華人民共和國參與韓戰使得NSRB的努力付諸失敗。美國公眾因為恐慌心態而囤積物資，因此美國政府加強了對市場的干預，並增加物資生產，但通貨膨脹率仍從1.3%跃升至7.9%。至1950年12月，公众对战争的支持率大幅下降，杜鲁门和他的情报专家都预计第三次世界大戰可能在明年春季爆發，参议员约瑟夫·麦卡锡正在利用在韩国的军事挫折来攻击政府并推动他自己的政治前途。
面對NSRB的工作失敗，杜鲁门总统于1950年12月16日宣布国家紧急状态，并利用1950年9月通過的《国防生产法》授予他的权力，成立了国防动员办公室。

## 结构
国防动员办公室于1950年12月16日由第10193号行政命令建立。该机构由总统任命的主任领导，该主任需经参议院确认并且是国家安全委员会的成员。
ODM是总统执行办公室的一部分。ODM由两个主要的组织组成：国防生产管理局：负责制定生产目标和监督生产运营；经济稳定局：负责协调和监督工资和价格控制。
最终，19个动员机构在ODM内部建立，以控制美国经济的各个方面。

## 历史
杜鲁门任命通用电气公司总裁查尔斯·威尔逊和第二次世界大战的政府动员负责人领导ODM。威尔逊成为联邦政府中最有权势的人之一，媒体开始称他为“联合总统”。
威尔逊迅速控制了经济。所有原材料都在ODM的控制之下，ODM制定了生产配额，并命令企业向政府提供货物和服务。未能达到生产配额的公司将会受到ODM的威胁。在现有制造中心附近并且电力充足的国防工厂分散在东南部和深南。政府限制对新工厂设备的投资，以便只满足国家安全需求。此外，ODM在新工厂和设备上投入了数百万美元，以迅速扩大生产能力。对所有商品和服务实行严格的价格控制，工资受联邦政府批准和控制。黑市人员受到严厉处罚。
威尔逊的紧缩计划非常有效：到1951年，通货膨胀率回落至1.9%，经济不再受到衰退威胁。
尽管如此，国家的生产能力仍然滞后。1951年8月，对经济实施了额外的控制。任何寻求原材料的制造商在购买此类材料之前必须首先获得ODM的许可。ODM也开始控制钢铁在建筑和汽车生产中的使用，甚至严重限制公立学校的建设，以转移额外的钢材以满足国防需求。
亨利·H·福勒于1952年9月8日宣誓就任ODM董事，在担任ODM董事期间，领导ODM及其子机构国家生产局。
朝鲜战争在不到一年之后于1953年7月27日结束。尽管ODM在秋季放宽大部分生产、工资和价格控制，但随着冷战的恶化，许多限制仍在继续。
在1952年11月艾森豪威尔当选总统后，福勒于1953年初辞去了ODM职务。
艾森豪威尔任命亚瑟·弗莱明为ODM总监。弗莱明于1957年2月6日辞职。
艾森豪威尔于1957年3月14日任命戈登·格雷担任ODM主管。然而，格雷的任期很短暂，1958年初，根据1949年“重组法”授予行政长官的权力，艾森豪威尔总统发布了1958年第1号重组计划。该计划于1958年7月1日生效，合并ODM与联邦民防局。继任机构的名称是国防和民用动员办公室（ODCM），然后更名为民防和国防动员办公室。

## 影响
ODM从根本上改变了联邦政府处理国防采购和动员的方式。ODM还对美国的工业基础进行了长期的经济变革，这种变化导致了意想不到的后果。ODM将大部分国防工厂从西海岸、东北和中西部转移到深南和东南部。这导致前三个地区在50年後持續去工業化。与此同时，大量工人跟隨國防廠商移居美國南部。这有助于重新调整国家的政治权力结构。ODM开始分散国防工厂，以保护国家免受敌人的攻击。但这些变化导致共和党的优势地位和“南方基地”的崛起。